# Claude Joseph Garinet
Claude Joseph Garinet, né à Vanault-les-Dames le 10 mars 1766 et mort le 4 décembre 1850, était un maire de Châlons-sur-Marne.

## Biographie
Il est élevé dans une famille de notables. Se trouvant à Paris lors de la Terreur, il y était commissaire aux arrivages de vivres, il revenait à Châlons où il rencontrait puis se mariait avec Madeleine-Adelaïde Lemaire dont le père était juge de Paix en la ville. Il ne tardait pas à occuper un poste à la Mairie contrôleur des étapes puis administrateur municipal.
Puis il ouvrait en 1797 un cabinet d'avoué dans laquelle il se fait un nom et une réputation de conciliateur. Le 4 nivôse An IX, il achetait, comme Bien National l'hôtel du vidamé. 
En 1814 il se démenait pour minimiser la souffrance de ses concitoyens face à l'occupation prussienne et aux réquisitions à Chalons. Le 9 février 1814, le baron de Pattenhofer, commandant de la place le nommait comme préfet provisoire de la Marne.

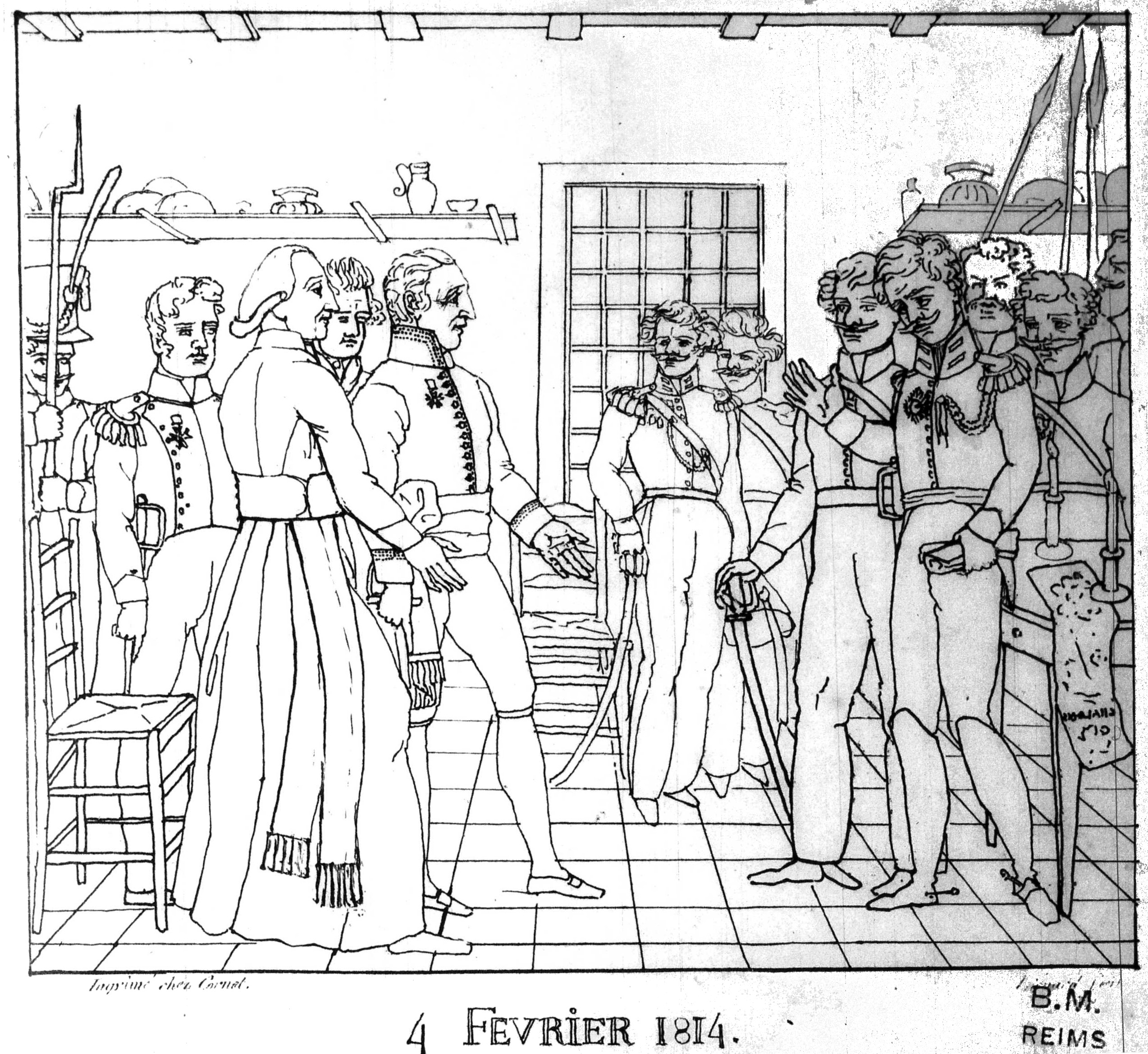
Garinet et les châlonais le 4 fév 1814.

Il fut reçu l'Ordre royal de la Légion d'honneur par Louis XVIII et succédait au docteur Chamorin comme de maire de Chalons de 1824 à 1831. Il mobilisait la Garde nationale pour calmer les insurrections de 1830 qui répondaient à celles de Paris. Activités anticléricales où il parvenait à calmer tant le peuple, Gadzarts et chômeurs que l'évêque Monyer de Prilly. Du 4 au 10 septembre de la même année des émeutes ayant pour départ le prix du blé se retournent contre lui, la foule était sous les fenêtres de la Mairie et l'injuriait, touché dans son honneur il donnait sa démission.

## Source
- Louis Jolly, Notice biographique Garinet, archives départementales de la Marne, chp 5960.
- Jean-Paul Barbier Des Châlonnais célèbres, illustres et mémorables, 2000.  (ISBN 2-9509546-1-8)